# Sainte-Marie-du-Bois (Mayenne)
Sainte-Marie-du-Bois ist eine französische Gemeinde mit 228 Einwohnern (Stand: 1. Januar 2022) im Département Mayenne in der Region Pays de la Loire; sie gehört zum Arrondissement Mayenne und zum Kanton Lassay-les-Châteaux. Die Einwohner werden Samaritains genannt.

## Geographie
Sainte-Marie-du-Bois liegt etwa 28 Kilometer nordnordöstlich des Stadtzentrums von Mayenne. Die Gemeinde gehört zum Regionalen Naturpark Normandie-Maine. Umgeben wird Sainte-Marie-du-Bois von den Nachbargemeinden Rennes-en-Grenouilles im Nordwesten und Norden, Thubœuf im Norden und Nordosten, Lassay-les-Châteaux im Südosten und Süden sowie Le Housseau-Brétignolles im Westen.

## Bevölkerungsentwicklung
| Jahr                       | 1962 | 1968 | 1975 | 1982 | 1990 | 1999 | 2006 | 2019 |
| Einwohner                  | 420  | 368  | 310  | 254  | 233  | 210  | 207  | 227  |
| Quellen: Cassini und INSEE |      |      |      |      |      |      |      |      |

## Sehenswürdigkeiten
- Kirche Notre-Dame-de-l'Assomption aus dem 19. Jahrhundert
- Schloss La Drouardière aus dem 19. Jahrhundert

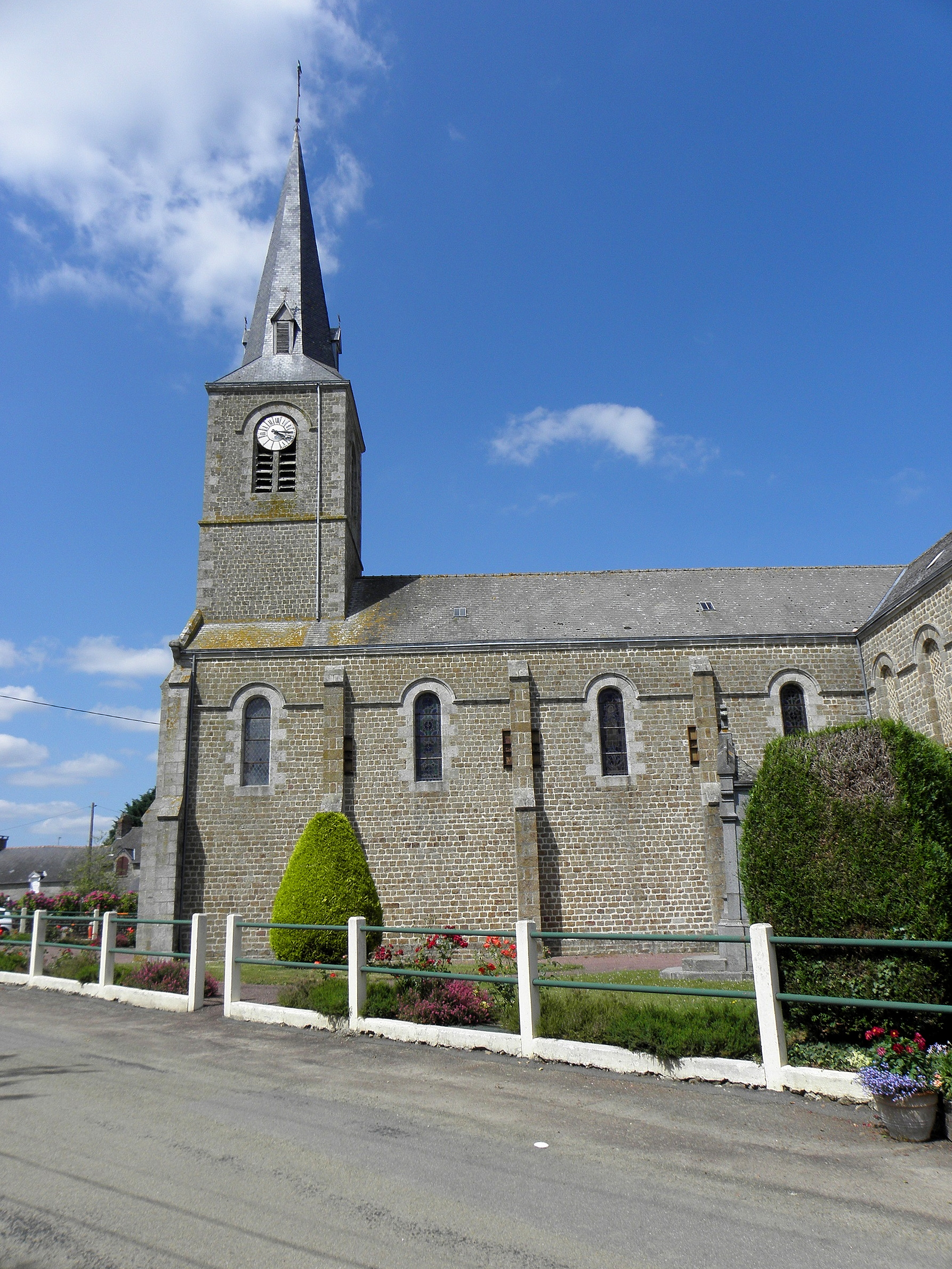
Kirche Notre-Dame-de-l'Assomption

## Persönlichkeiten
- Isidore-François-Joseph Colombert (1838–1894), Bischof, Apostolischer Vikar von West-Cochin